# INTA ALBA
Le INTA ALBA (Light Aerial Target Aircraft) est un système de drone cible développé par l'Institut national de technologie aérospatiale (INTA) en Espagne dans le cadre du Spanish Unmanned Aircraft Program et commercialisé par SCR,,,.

## Histoire
Il complète le système SCR SCRAB, également de fabrication espagnole.

## Spécifications
- portée=60 km
- altitude=3 500 m
- longueur=1,8 m
- envergure=2,2 m
- poids utile=3 kg
- poids maximal=25 kg
- type moteur=2 cylindres
- puissance=80 kg
- vnormal=108–180 km/h